# Municipio de Silver Lake (Dakota del Norte)
El municipio de Silver Lake (en inglés: Silver Lake Township) es un municipio ubicado en el condado de Wells en el estado estadounidense de Dakota del Norte. En el año 2010 tenía una población de 21 habitantes y una densidad poblacional de 0,23 personas por km².

## Geografía
El municipio de Silver Lake se encuentra ubicado en las coordenadas 47°24′4″N 99°50′11″O / 47.40111, -99.83639. Según la Oficina del Censo de los Estados Unidos, el municipio tiene una superficie total de 93.31 km², de la cual 90,2 km² corresponden a tierra firme y (3,33 %) 3,11 km² es agua.

## Demografía
Según el censo de 2010, había 21 personas residiendo en el municipio de Silver Lake. La densidad de población era de 0,23 hab./km². De los 21 habitantes, el municipio de Silver Lake estaba compuesto por el 100 % blancos. Del total de la población el 0 % eran hispanos o latinos de cualquier raza.